# María del Mar Alcíbar
María del Mar Alcíbar (14 de enero de 1971) es una deportista española que compitió en judo. Ganó una medalla de bronce en el Campeonato Europeo de Judo de 1990 en la categoría de –66 kg.

## Palmarés internacional
| Campeonato Europeo | Campeonato Europeo | Campeonato Europeo | Campeonato Europeo |
| Año                | Lugar              | Medalla            | Categoría          |
| ------------------ | ------------------ | ------------------ | ------------------ |
| 1990               | Fráncfort (RFA)    | Medalla de bronce  | –66 kg             |